# Кулынжон
Кулынжон (каз. Құлынжон, до 2013 г. — Казнаковка) — село в Самарском районе Восточно-Казахстанской области Казахстана. Административный центр Кулынжонского сельского округа. Находится примерно в 15 км к востоку от районного центра, села Самарского. Код КАТО — 635037100.

## Население
В 1999 году население села составляло 1052 человека (513 мужчин и 539 женщин). По данным переписи 2009 года, в селе проживали 823 человека (401 мужчина и 422 женщины).